# Орловский (Селтинский район)
Орловский — выселок в Селтинском районе Удмуртской республики.

## География
Находится в западной части Удмуртии на расстоянии приблизительно 12 км на юг-юго-восток по прямой от районного центра села Селты.

## История
Известен с 1932 года. До 2021 года входила в состав Новомоньинского сельского поселения.

## Население
Постоянное население составляло 39 человек в 2002 году (удмурты 97 %), 29 в 2012.